# سنجق البيرة
سنجق البيرة أو سنجق أورفة سنجق عثماني يتبع ولاية حلب. بلغ عدد سكان السنجق ؟؟؟؟ نسمة عام 1914.

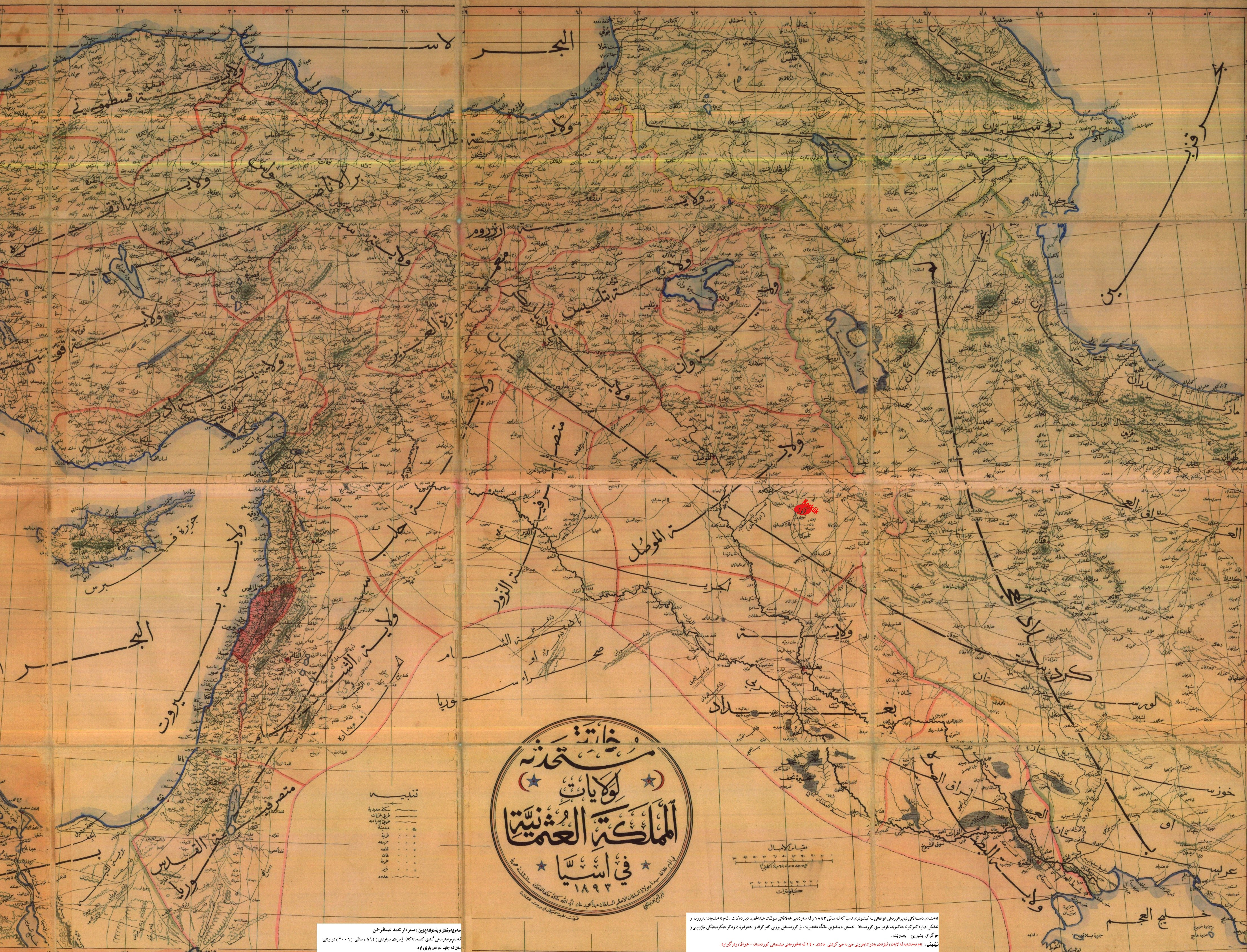
سنجق البيرة في خارطة سورية العثمانية